# Perth—Wellington (circonscription provinciale)
Circonscription électorale provinciale du Canada
Perth—Wellington est une circonscription provinciale de l'Ontario représentée à l'Assemblée législative de l'Ontario depuis 2007.

## Géographie
La circonscription est située dans le sud de l'Ontario. Les entités municipales formant la circonscription sont Stratford, North Perth, Perth East, Wellington North, Mapleton, West Perth, Minto, St. Marys et Perth South.
Les circonscriptions limitrophes sont Dufferin—Caledon, Elgin—Middlesex—London, Bruce—Grey—Owen Sound, Huron—Bruce, Kitchener—Conestoga, Lambton—Kent—Middlesex, Oxford et Wellington—Halton Hills.

## Historique
| Législature | Années        | Député      | Député              | Parti                     |
| --- | ------------- | ----------- | ------------------- | ------------------------- |
| Perth—Wellington Circonscription issue de Dufferin—Peel—Wellington—Grey, Perth—Middlesex et Waterloo—Wellington |               |             |                     |                           |
| 39e | 2007-2011     |             | John Wilkinson (en) | Libéral                   |
| 40e | 2011-2014     |             | Randy Pettapiece    | Progressiste-conservateur |
| 41e | 2014-2018     |             | Randy Pettapiece    | Progressiste-conservateur |
| 42e | 2018-2022     |             | Randy Pettapiece    | Progressiste-conservateur |
| 43e | 2022–2025     | Matthew Rae |                     | Progressiste-conservateur |
| 44e | 2025–en cours | Matthew Rae |                     | Progressiste-conservateur |

## Circonscription fédérale
Comme partout en Ontario, sauf dans le nord, les circonscriptions provinciales sont les mêmes que les circonscriptions électorales fédérales depuis les élections provinciales de 1999.